# Yarrowia lipolytica

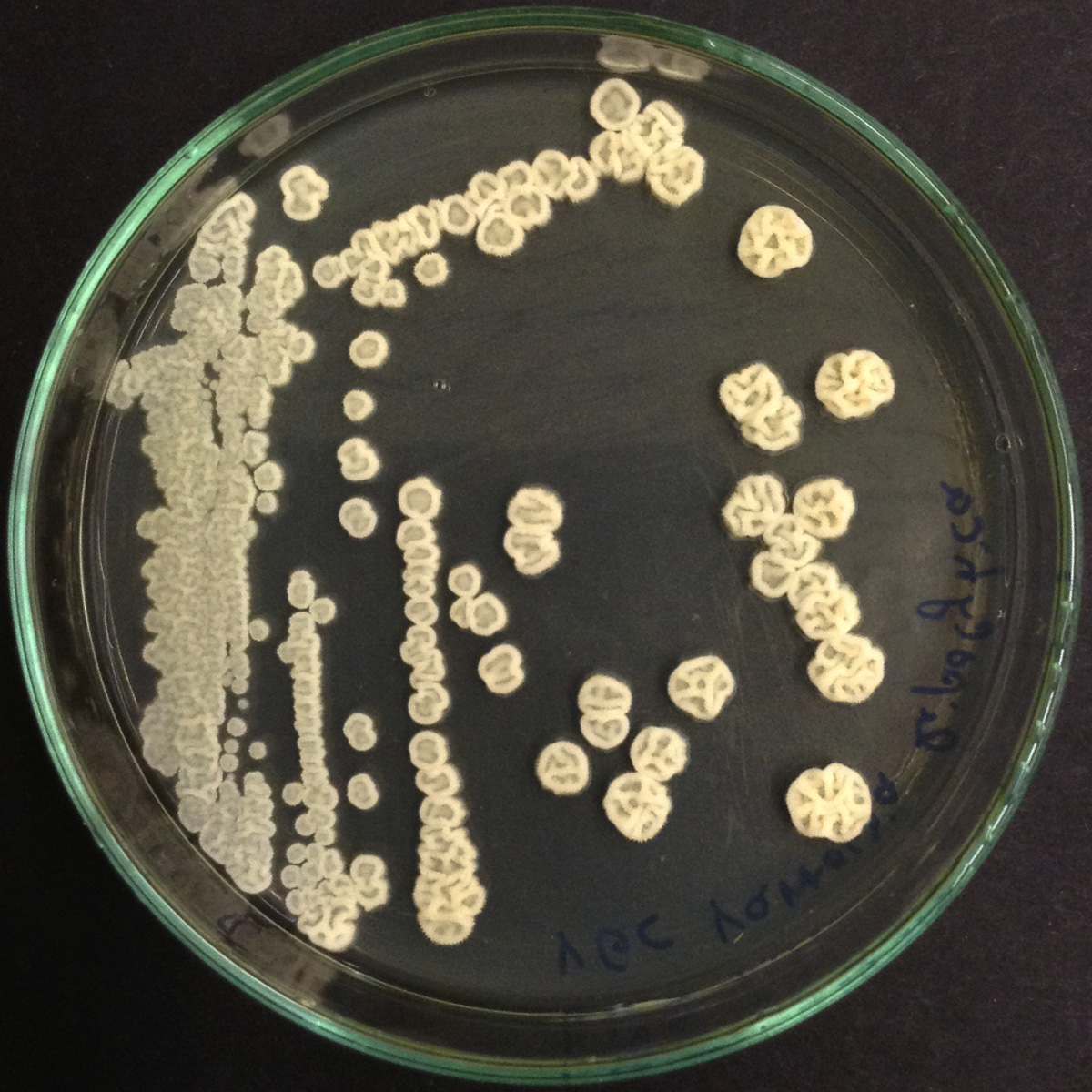
Kolonie Y. lipolytica na szalce Petriego

Yarrowia lipolytica – gatunek grzybów z rzędu drożdżakowców, z monotypowego rodzaju Yarrowia. Odmiennie od drożdży Saccharomyces cerevisiae, przetwarzających cukry proste, wykorzystuje tłuszcze jako źródło węgla i energii.

## Systematyka i nazewnictwo
Pozycja w klasyfikacji według Index Fungorum: Yarrowia, Dipodascaceae, Saccharomycetales, Saccharomycetidae, Saccharomycetes, Saccharomycotina, Ascomycota, Fungi.
Po raz pierwszy takson ten opisali w 1970 r. Wick., Kurtzman i Herman, nadając mu nazwę Endomycopsis lipolytica. Wcześniej, bo już w 1942 r. Diddens & Lodder opisywali go jako Candida lipolytica. Później okazało się, że jest to tylko anamorfa.
Ma około 20 synonimów. Niektóre z nich:

- Azymoprocandida lipolytica (F.C. Harrison) E.K. Novák & Zsolt 1961
- Candida deformans (Zach) Langeron & Guerra 1938
- Candida lipolytica (F.C. Harrison) Diddens & Lodder 1942
- Candida oleae Kreger-van Rij & Verona 1949
- Candida oleophila Montrocher 1967
- Candida paralipolytica K. Yamada & Y. Otani 1963
- Candida petrophilum I. Takeda, Iguchi, Tsuzuki & T. Nakano 1972
- Candida pseudolipolytica Blagod. & Kock.-Krat. 1973
- Endomycopsis lipolytica Wick. 1970
- Mycotorula lipolytica F.C. Harrison 1928
- Pseudomonilia deformans Zach 1934
- Saccharomycopsis lipolytica 1972
- Saccharomycopsis pseudolipolytica Blagod. 1979

## Charakterystyka
W naturze Yarrowia lipolytica został wyizolowany z wielu miejsc np. z gleby i mchów antarktycznych czy z mrowisk mrówek uprawiających grzyby (plemię Attini, rodzaj Myrmicocrypta), gdzie gatunek został znaleziony w komorze do uprawiania grzybów i komorze z odpadkami.
Są to grzyby dymorficzne mogące występować zarówno w formie drożdżowej, jak i strzępkowej. Normalnie występują w postaci jednokomórkowych drożdży, ale pod wpływem stresujących warunków, takich jak temperatura, pH, stres mechaniczny lub osmotyczny, mogą przekształcić się w nitkowatą formę strzępkową.
Genom Y. lipolytica składa się z około 20,5 Mbp (milionów par zasad) kodujących ponad 7000 genów i jest rozmieszczony na sześciu chromosomach w jądrze komórkowym i jednym chromosomie mitochondrialnym. W naturze istnieją niewielkie różnice w długości genomów różnych izolatów szczepów. Zwykle drożdże mają małą liczbę intronów, ale Y. lipolytica stanowi wyjątek z około 15% genów zawierających introny.

## Zastosowanie
- Stwierdzono występowanie Y. lipolytica w niektórych gatunkach serów[7] oraz suchych kiełbas dojrzewających. Obecnie drożdże te są stosowane jako szczepionki do produkcji przemysłowej serów[8].
- Przeprowadzono także prace badawcze nad eksperymentalnym wykorzystaniem drożdży Y. lipolytica do przetwarzania tłuszczów odpadowych na biomasę drożdżową służącą jako uzupełnienie pasz zwierząt gospodarskich. Susz Y. lipolytica charakteryzuje się wyższym udziałem aminokwasów egzogennych, niż podaje wzorzec FAO dla drożdży paszowych. Zawiera 9,0% lizyny (wzorzec: 6,4%), 8,6% fenyloaniliny (wzorzec: 3,8%), 4,9% waliny (wzorzec: 3,8%)[9].
- Drożdże Y. lipolytica zastosowano także do biosyntezy kwasu cytrynowego[10] oraz erytrytu[5].
- Yarrowia lipolytica jest składnikiem preparatu „Aspire”, zarejestrowanego do użycia w USA i Izraelu, wykorzystywanego przemysłowo do ochrony przed gniciem owoców (cytrusy, granaty[11], gruszki[12]) po ich zbiorach[13] Działanie ochronne Y. lipolytica polega na jego współzawodnictwie o pokarm i przestrzeń z gatunkami grzybów powodujących gnicie owoców, ale także na aktywnym ich zwalczaniu przez wydzielanie enzymów degradujących ich ściany komórkowe[14].
- Jeden ze szczepów Yarrowia lipolytica może być wykorzystywany do bioremediacji gruntów skażonych węglowodorami ropopochodnymi[15].
- Są drożdżami spożywczymi. W Polsce drożdże z gatunku Yarrowia lipolytica produkowane są przez firmę SKOTAN S.A. W maju 2019 roku Komisja Europejska po pozytywnej ocenie Europejskiego Urzędu ds. Bezpieczeństwa Żywności (EFSA) potwierdziła włączenie biomasy drożdży Yarrowia lipolytica do katalogu Novel Food, jako bezpiecznego składnika żywności[16].
- Biomasa Yarrowia lipolytica, jako nowa żywność, występuje w formie nieaktywnych komórek drożdżowych o wysokiej wartości odżywczej i wszechstronnych zastosowaniach[17]. Jest też istotnym składnikiem mieszanek paszowych uzupełniających dla zwierząt gospodarskich i towarzyszących[18].